# Chinese jeneverbes
De Chinese jeneverbes (Juniperus chinensis) is een conifeer uit de cipresfamilie. De soort is inheems in het noordoosten van Azië; in China, Mongolië, Japan, Korea en het zuidoosten van Rusland.

## Beschrijving
De Chinese jeneverbes is een groenblijvende plant die groeit als struik of boom. Het heeft een zeer variabele vorm en bereikt een hoogte van een tot twintig meter.
De jonge, naaldachtige bladeren zijn spits van vorm en zijn 5 tot 10 millimeter lang. Later veranderen ze in schubnaalden van elk 1,5 tot 3 millimeter. Volgroeide bomen dragen vaak zowel jonge bladeren als volwassen schubnaalden, met name op beschaduwde takken laag in de kroon.
Een Chinese jeneverbes is over het algemeen tweehuizig, maar sommige exemplaren produceren zowel mannelijke als vrouwelijke bloeiwijzen. De blauwzwarte, besachtige vrouwelijke kegel heeft een diameter van zeven tot twaalf millimeter en is bedekt met een wittige, wasachtige laag. De kegel bevat twee tot vier zaden, die in ongeveer 18 maanden rijpen. De mannelijke kegel meet twee tot vier millimeter en geeft in de vroege lente stuifmeel af.

## Cultivatie
De Chinese jeneverbes wordt veel toegepast als sierplant in tuinen en parken, met name aan de west- en Oostkust van de Verenigde Staten. De soort heeft kleine naalden en verdraagt veel snoei en ontschorsing. Dit maakt het een geliefde plant voor bonsai.

### Vormen
Er bestaan meer dan honderd beschreven cultivars van de Chinese jeneverbes. 'Aurea' en 'Tremonia' zijn vormen met gele naalden en 'Shoosmith' heeft permanenten juveniele bladeren. Andere cultivars zijn onder andere 'Columnaris' met een kolomvormige bladerkroon, 'Kaizuka' met dikke kegels en 'Shimpaku' die veelvuldig wordt toegepast voor het kweken als bonsai. De cultivars 'Aurea', 'Blaauw', 'Grey Owl', 'Kaizuka', 'Plumosa Aurea' en 'Pyramidalis' zijn bekroond met de 'Award of Garden Merit', uitgereikt door de Royal Horticultural Society.
Een veel toegepaste sierplant is Juniperus × pfitzeriana, een hybride tussen de Chinese jeneverbes en Juniperus sabina. Deze vorm groeit altijd als een struik en wordt met name toegepast in kleinere tuinen. Bekende cultivars van deze hybride zijn J. × pfitzeriana 'Old Gold' en J. × pfitzeriana 'Sulphur Spray'.

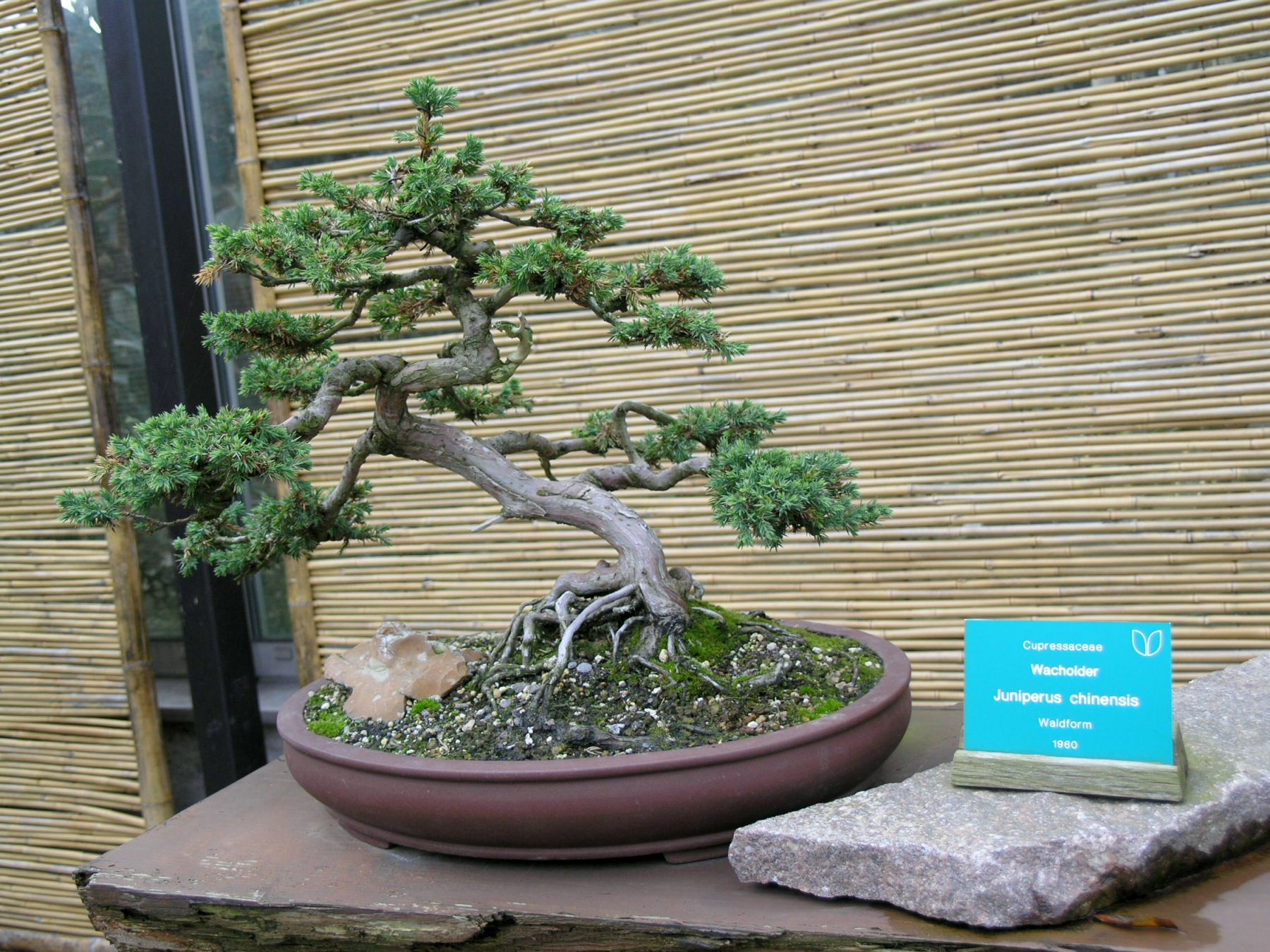
Chinsese jeneverbes, sinds 1960 als bonsai gekweekt
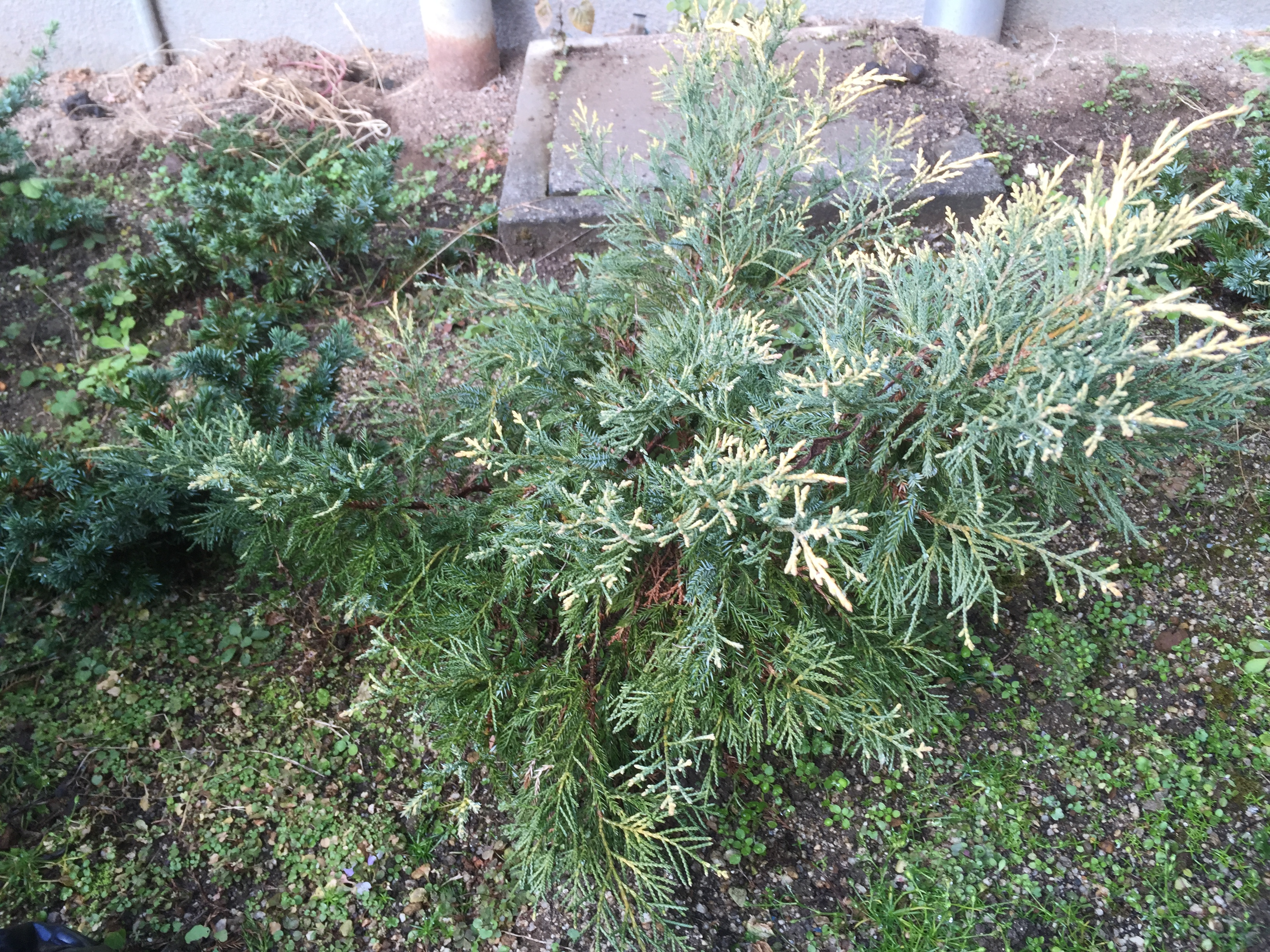
J. × pfitzeriana 'Old Gold'
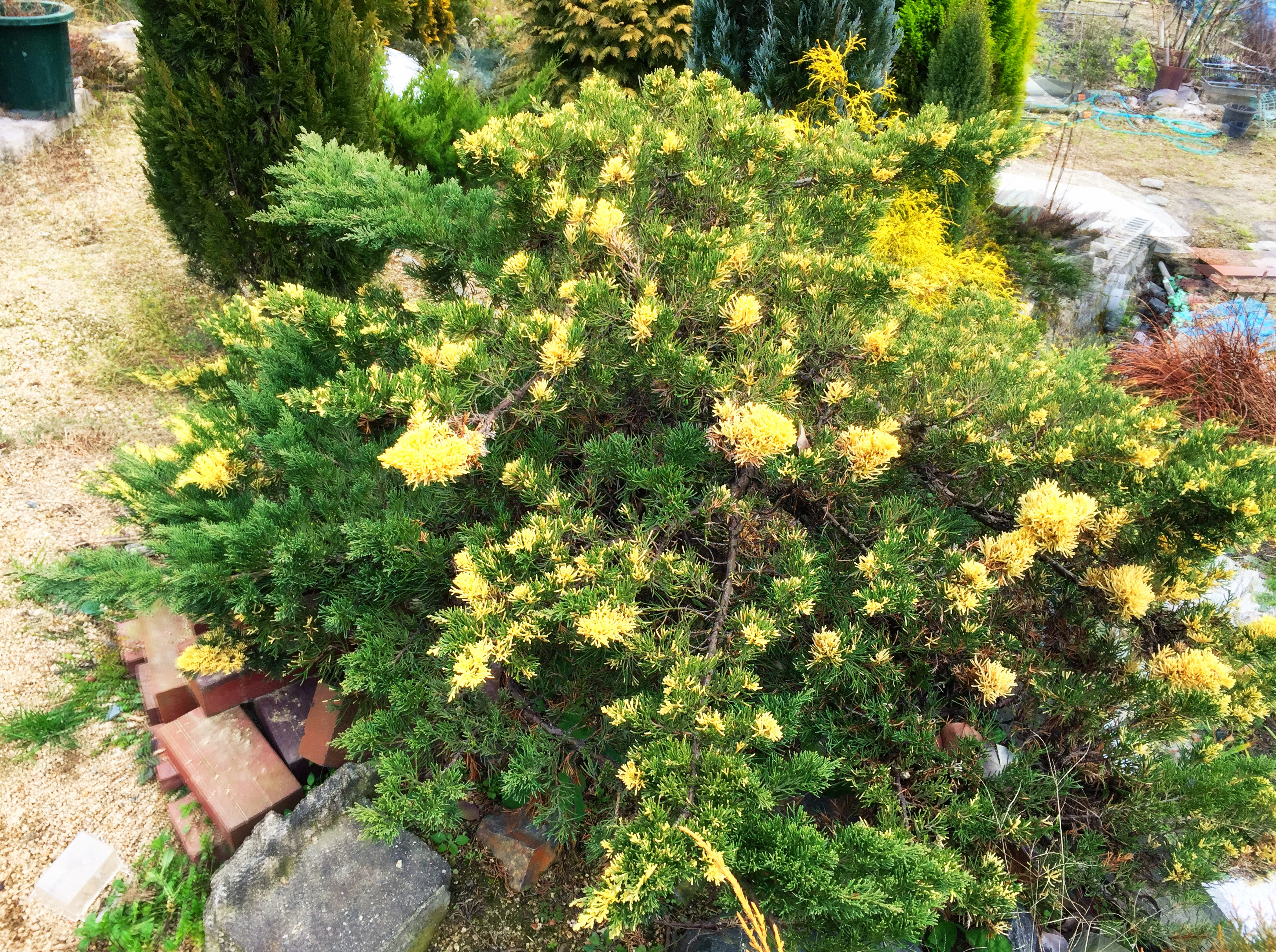
J. × pfitzeriana 'Sulphur Spray'

... · 
J. brevifolia · 
J. californica · 
J. cedrus · 
J. chinensis (Chinese jeneverbes) · 
J. communis (jeneverbes) · 
J. excelsa (Griekse jeneverbes) · 
J. oxycedrus (stekelige jeneverbes) · 
J. phoenicea · 
J. recurva · 
J. rigida (heilige jeneverbes) · 
J. turbinata · 
...